# Elasmus pauliani
Elasmus pauliani är en stekelart som beskrevs av Jean Risbec 1952. Elasmus pauliani ingår i släktet Elasmus och familjen finglanssteklar. Inga underarter finns listade i Catalogue of Life.